# Hospital Universitario de Caracas
El Hospital Universitario de Caracas (HUC) de la UCV (también llamado Hospital Clínico Universitario, Hospital Clínico Universitario de Caracas, o simplemente El Clínico) es un hospital de propiedad pública localizado en los espacios de la Ciudad Universitaria de Caracas, parte de la Universidad Central de Venezuela, localizado en el sector Los Chaguaramos del Municipio Libertador en el Distrito Capital de Venezuela y al oeste del Distrito Metropolitano de Caracas y de la propia ciudad de Caracas, al centro norte de Venezuela.

## Historia
La idea de crear esta institución surgió en el año 1943 por iniciativa del General  Isaías Medina Angarita quien en ese mismo año ordenó iniciar las obras con el diseño del arquitecto Carlos Raúl Villanueva. Fue concluido en 1954 e inaugurado en el año 1956 bajo el gobierno del General Marcos Pérez Jiménez. Es el centro médico especializado más grande del Distrito Capital contando con capacidad para 1200 camas. Constituye un centro nacional de referencia para la realización de operaciones delicadas y de gran complejidad. Fue el primer hospital de Caracas y el segundo de Venezuela en realizar un trasplante de órgano, en este caso de riñón desde un donante vivo en septiembre de 1968.
Como parte de la Universidad Central de Venezuela su estructura es patrimonio mundial de la Humanidad desde el año 2000. Es accesible a través de la estación Ciudad Universitaria perteneciente a la línea 3 del Metro de Caracas.
En 2022, 2023 y 2024 fue sometido a un proceso intenso de reparaciones y renovaciones en todas sus áreas. 

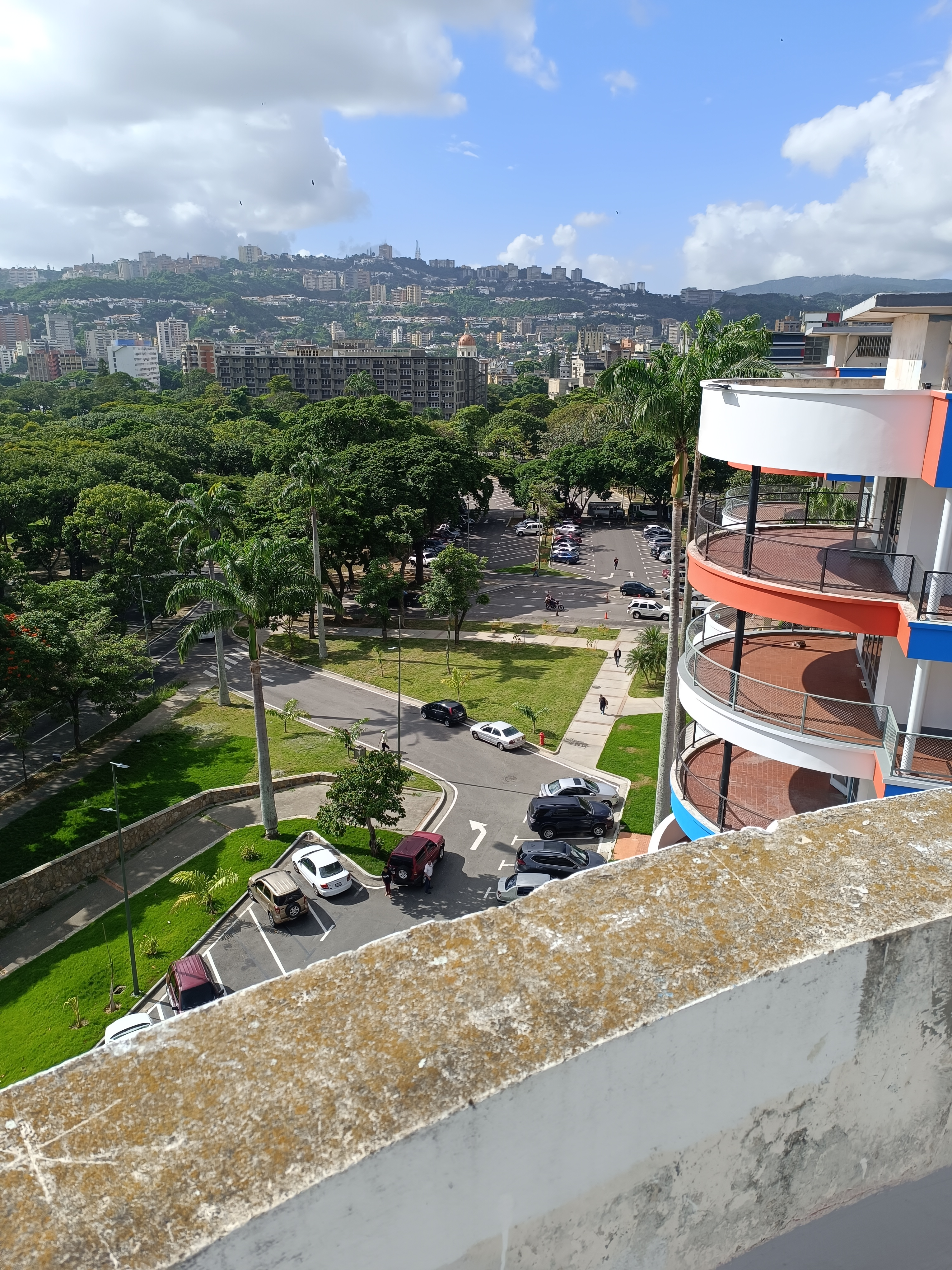

## Secciones y departamentos del hospital

### Sótano
Allí se pueden encontrar:
- la central telefónica,
- Departamento de limpieza
- Departamento de mantenimiento
- Departamento de transporte y vigilancia
- Depósito de farmacia
- Depósito general
- Área de estar de enfermeras
- Fotografía científica

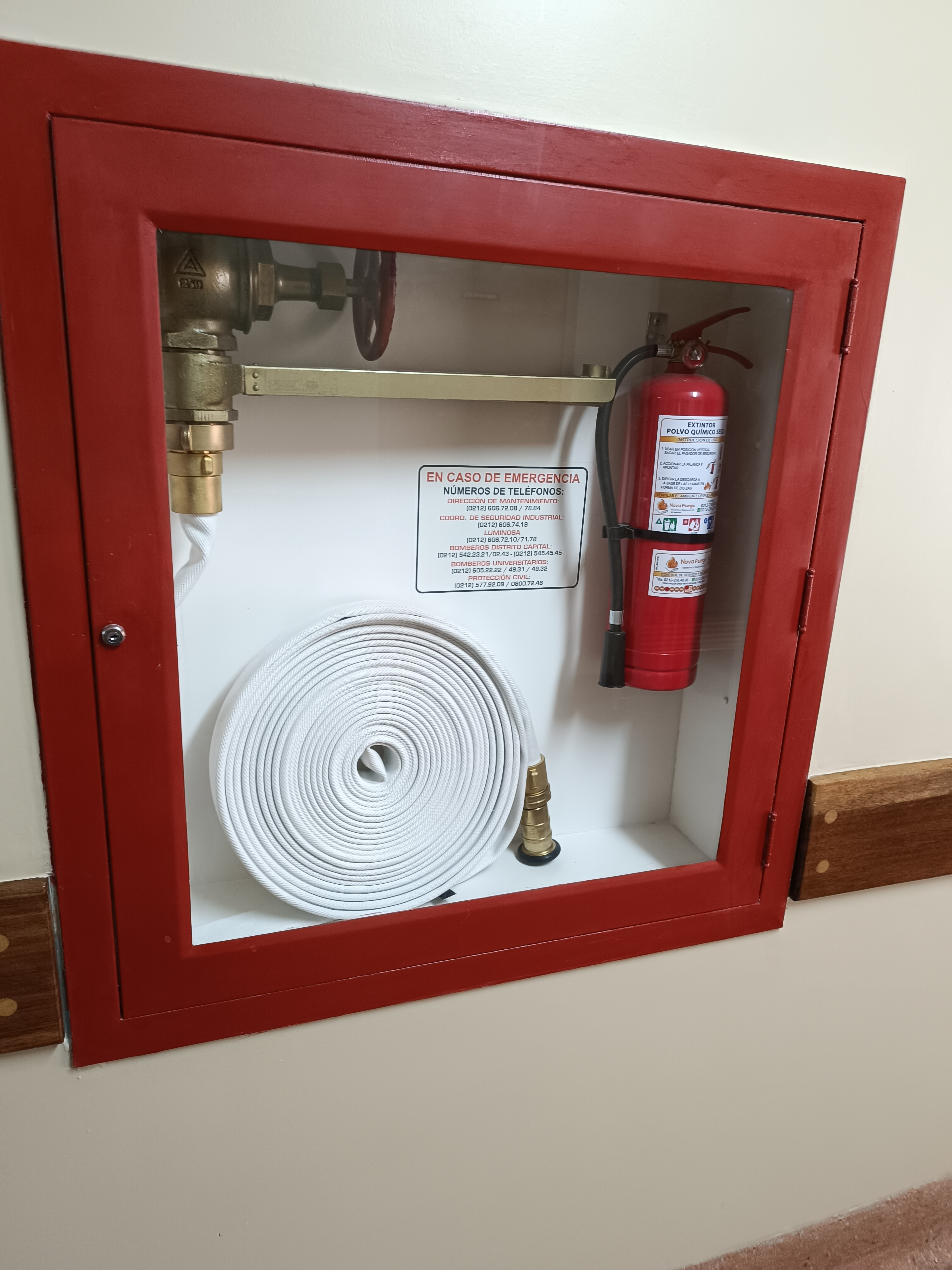
Manguera y extintor contra Incendios en el Hospital.

- Manguera y extintor contra Incendios en el Hospital.Laboratorio de exploraciones cardiopulmonares
- Laboratorio de Hipertensión y Nefrología
- Lencería
- Microfilmación
- Multígrafo
- Planta Eléctrica de Emergencia
- Postgrado de Cardiología
- Sección de Bienes Nacionales
- Sección de Cuenta de Pacientes
- Departamento de Control de Inventario
- Sección de IBM
- Sección de procesamiento de Datos
- Sección de Radioterapia y Medicina Nuclear

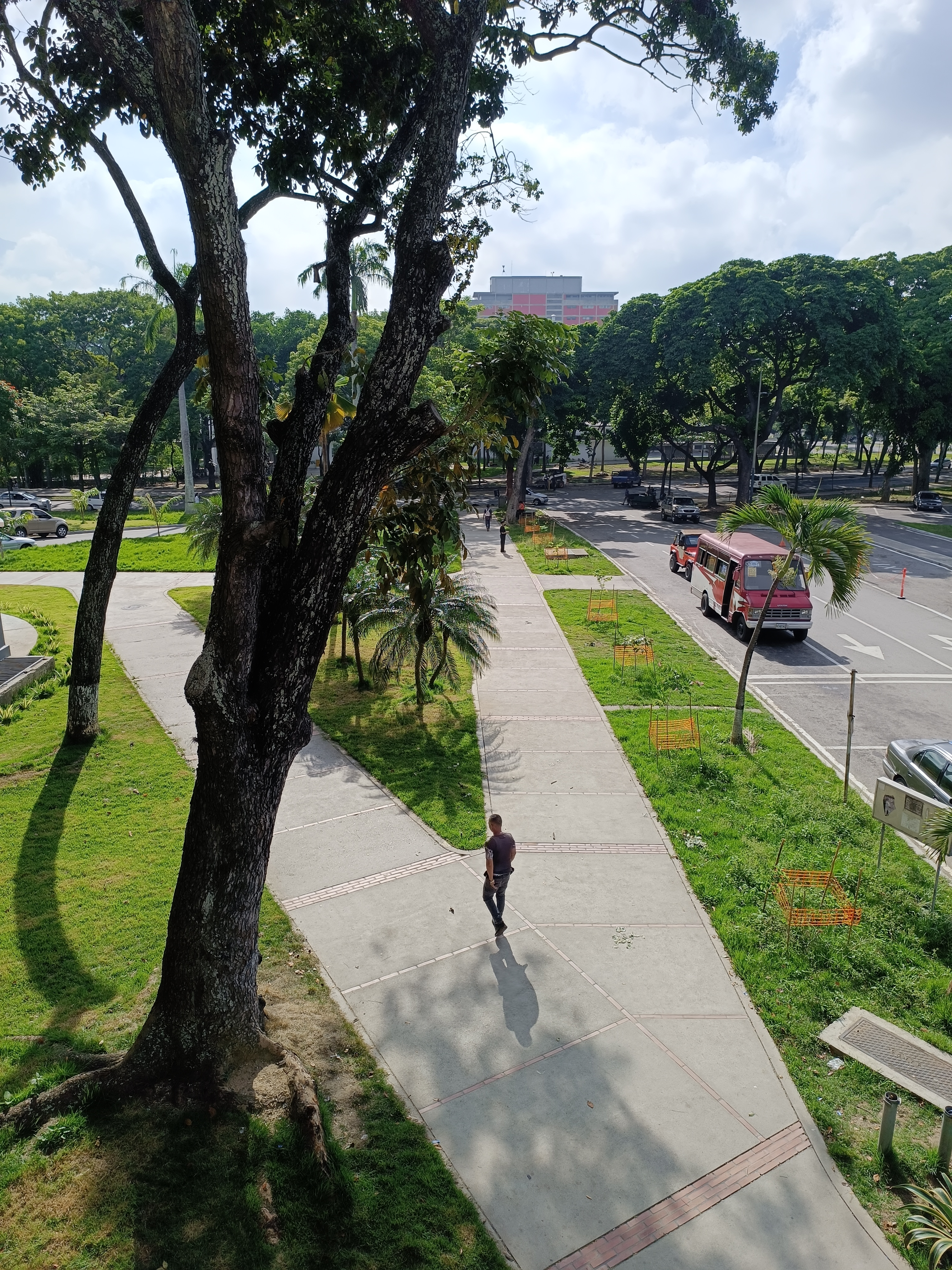
Vista de los Jardines adyacentes al Hospital

- Sindicato
- Taller de Electrónica

### Piso 1
- Auditorio
- Barbería
- Biblioteca principal
- Caja de pacientes
- Caja principal
- Departamento de Admisión
- Departamento de Enfermería
- Departamento de Bioanálisis
- Departamento de Farmacia
- Departamento de Historias Médicas
- Departamento de Personal
- Departamento de Servicio Social
- Economato
- Floristería
- Fluoroscopia
- Fuente de Soda
- Área de Información
- Laboratorio de Investigación Clínica
- Banco de Sangre
- Librería
- Odontología
- Peluquería
- Sección de Triaje (De Rutina, Urgencias para adultos, pediátrico)
- Servicio de Rehabilitación
- Vestuarios

### Piso 2
- Oficina del Analista de Personal
- Oficina del  Analista de presupuesto
- Antropología Médica
- Correo
- Departamento de Alimentación
- Departamento de Intendencia (Sección de Cobranza, de compras y Secretaría)
- Dirección
- Despacho del Director y del subdirector del Hospital
- Portería y Sala de Espera para visitantes
- Secretaría de la dirección
- Estafeta Interna
- Área de estar de internos y residentes
- Enfermedades transmisibles y quirófano séptico
- Laboratorio de bioquímica
- Laboratorio de emergencia
- Servicio de psiquiatría (oficina, seminario, secretaría, consulta externa)
- Señales luminosas

### Tercer piso
- Servicio de cardiología
- Servicio de medicina I
- Servicio de medicina II
- Servicio de medicina III

### Cuarto piso
- Laboratorio de Electromiografía
- Secretaría y Archivo de Rayos X
- Servicio de Gastroenterología
- Servicio de Ginecología
- Servicio de Neurología
- Servicio de Urología

### Quinto piso
- Servicio de cirugía I
- Servicio de cirugía II
- Servicio de cirugía III
- Servicio de cirugía IV

### Sexto piso
- Banco de sangre
- Cátedra de cirugía cardiovascular
- Central de instrumentos quirúrgicos
- Central de suministros
- Sala de descanso para cirujanos
- Sala de recuperación
- Sección de bloqueo
- Servicio de Anestesiología
- Servicio de Radiología
- Servicio de Traumatología
- Unidad de Quemados
- Unidad de Cuidados intensivos
- Zona de Quirófanos

### Séptimo Piso
- Servicio de Oftalmología
- Servicio de Otorrinolaringología

### Terrazas del Séptimo Piso[4]
- Curso de Postgrado de Dermatología
- Curso de Postgrado de Gastroenterología
- Curso de Postgrado de Medicina interna
- Curso de Postgrado de Otorrinolaringología
- Departamento de Cirugía
- Departamento de Medicina
- Sección de Glaucoma y servicio e Oftalmología
- Unidad de Rehabilitación Cardíaca Dra. Deyanira Almeida Feo.

### Octavo Piso

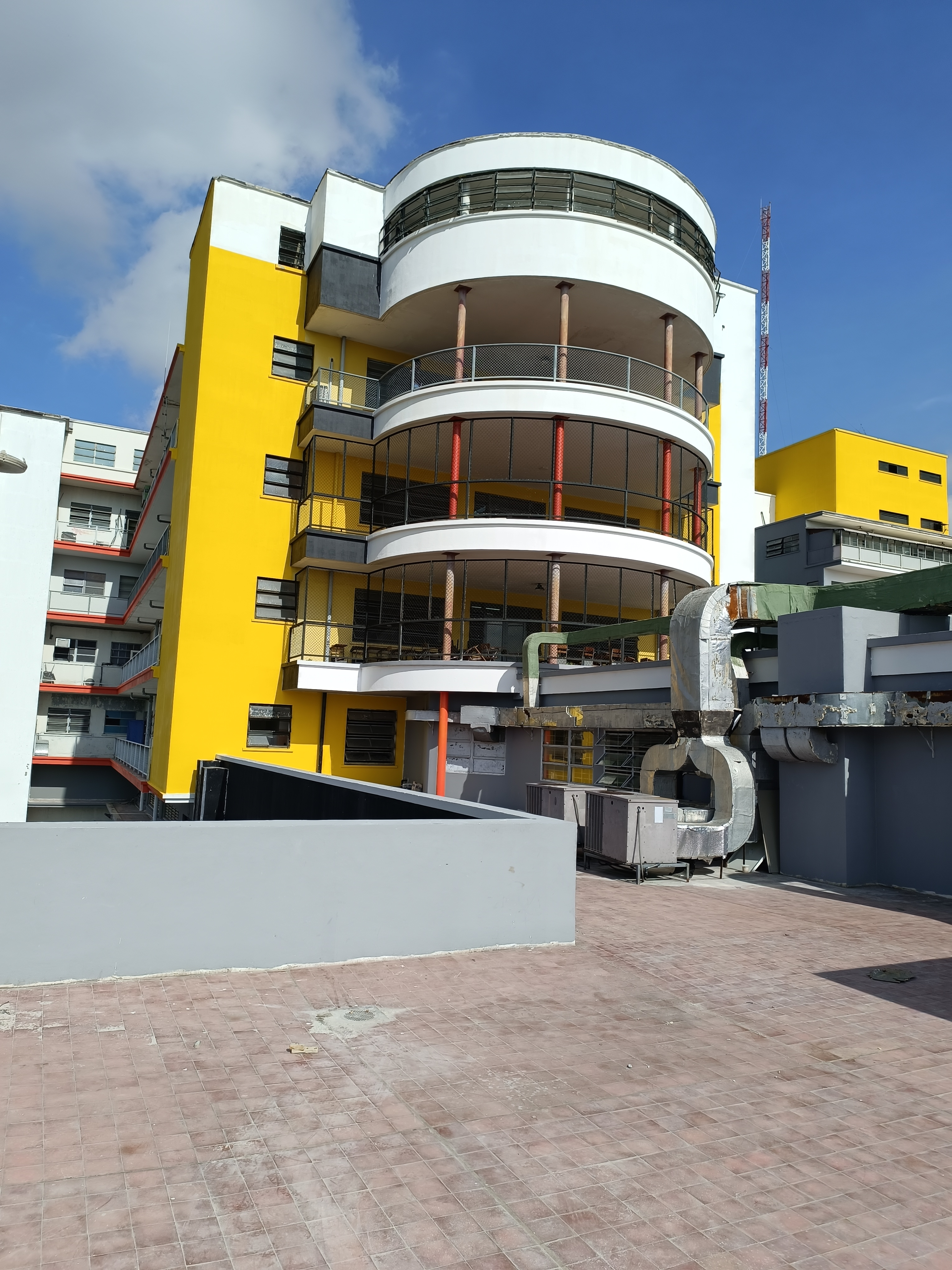
Vista de los últimos pisos del Hospital Clínico Universitario de Caracas desde la Terraza del piso 7

- Servicio de DermatologíaVista de los últimos pisos del Hospital Clínico Universitario de Caracas desde la Terraza del piso 7
- Servicio de Neumología

### Noveno Piso
- Hidratación (Hospitalización)
- Recreación, Higiene Mental
- Sección de Pediatría quirúrgica
- Servicio de cardiología (consulta de congénitos, hemodinamia, vectocardiografía
- Servicio de Pediatría médica

### Décimo piso
- Departamento de alimentación - fórmulas lácteas
- Retén general
- Retén de prematuros
- Servicio de obstetricia

### Undécimo piso
- Residencia para médicos (con secciones separadas para hombres y mujeres)
- Servicio de Obstetricia (Hospitalización)
- Unidad de Diálisis y Trasplante Renal